# Expensive (chanson)
Singles de Ty Dolla Sign
Yacht Club
(2020) Hit Different
(2020)
Singles par Nicki Minaj
Move Ya Hips
(2020) Oh My Gawd
(2020)
Expensive est une chanson de l'américain Ty Dolla Sign en collaboration avec la rappeuse trinidado-américaine Nicki Minaj. Sorti le 28 août 2020, il s'agit du deuxième single extrait du troisième album studio du rappeur, Featuring Ty Dolla $ign (2020). Un clip vidéo promeut la chanson sur YouTube.

## Composition et sortie
Le 12 avril 2020, Ty prévisualise la chanson pour ses fans ainsi que d'autres extraites de son troisième album lors d'un live Instagram. La première version de la chanson, en featuring avec G-Eazy, a fuité dans son intégralité sur Internet le 6 août 2020. La version finale, avec Nicki Minaj, sort le 27 août 2020.
Dans une adresse à la presse, Ty explique :

« Expensive est à propos d'une femme qui ne mérite que les choses belles et raffinées de la vie. Je voulais mettre une femme sur cette chanson et Nicki était la seule voix que je pouvais visualiser sur le son. Donc quand je lui ai envoyé et qu'elle a directement renvoyé son couplet, je savais qu'on tenait un hit. Que de l'amour pour la Reine pour avoir béni cette chanson avec un autre couplet emblématique ! »

## Clip vidéo
La sortie du clip vidéo réalisé par Romain Laurent coincïde avec la sortie du single. Brittany Spanos et Althea Legaspi de Rolling Stone écrivent : « Ty savoure la vie somptueuse dans un manoir, profitant au bord de la piscine avec l'objet de son désir, et bien que l'amour ne soit pas bon marché, cela en vaut la peine. Lorsqu'elle s'arrête dans sa voiture de luxe et lui demande de l'aider à décharger ses courses, il est frappé avec des centaines de cartons. Dans le visuel, les billets jaillissent littéralement de ses poches et plus tard, son amour porte une robe faite d'argent qui cascade ». Minaj, alors enceinte de son fils, est ajoutée à la vidéo à l'aide d'effets spéciaux et n'apparaît qu'à partir de la taille.

## Accueil
La chanson reçoit des critiques positives. Dans une critique de l'album, Robin Murray de Clash Music affirme que « une chanson qui se démarque immédiatement est la collaboration phénoménale de Ty avec Nicki Minaj : Expensive ».
S'écoulant à 43 300 unités la première semaine (dont 4 millions de streams), Expensive débute et culmine en 71e position du Rolling Stone 100 et en 83e position du Billboard Hot 100 aux Etats Unis.

## Crédits
- Ty Dolla Sign : artiste principal, producteur[7]
- Nicki Minaj : artiste invitée[7]
- OkayJJack : producteur additionnel[7]
- BlueySport : producteur[7]
- WILLVZ : producteur[7]
- James Royo : producteur[7]
- Nicolas De Porcel : mastering[7]
- Mixed by Ali : mixing[7]

## Classements hebdomadaires
| Classement (2020)              | Meilleure position |
| ------------------------------ | ------------------ |
| États-Unis (Hot 100)           | 83                 |
| États-Unis (R&B/Hip-Hop Songs) | 27                 |
| États-Unis (Rhythmic)          | 31                 |
| États-Unis (Rolling Stone 100) | 71                 |
| Nouvelle-Zélande (RMNZ)        | 19                 |